# Ледёи
Ледёи́ (фр. Ledeuix) — коммуна во Франции, находится в регионе Аквитания. Департамент — Атлантические Пиренеи. Входит в состав кантона Олорон-Сент-Мари-2. Округ коммуны — Олорон-Сент-Мари.
Код INSEE коммуны — 64328.

## География

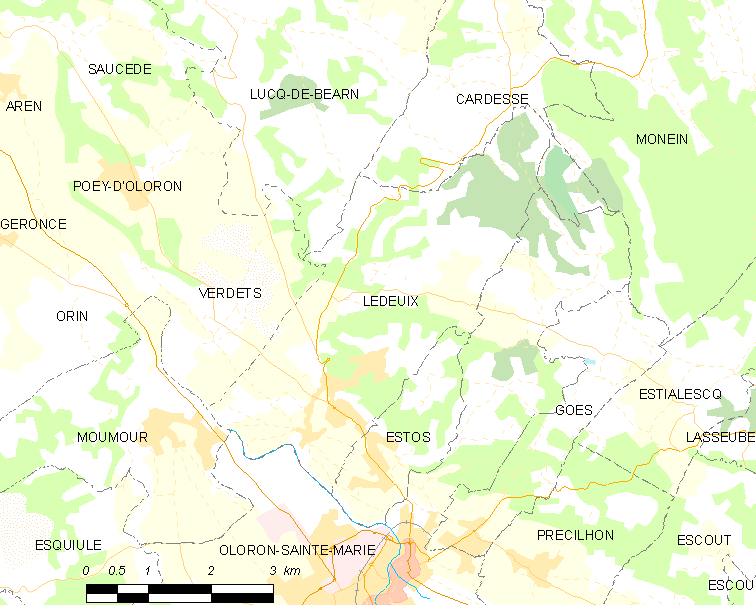
Карта коммуны

Коммуна расположена в 670 км к югу от Парижа, в 185 км южнее Бордо, в 23 км к юго-западу от По.
На юго-западе коммуны протекает река Гав-д’Олорон.

### Климат
Климат тёплый океанический. Зима мягкая, средняя температура января — от +5°С до +13°С, температуры ниже −10 °C бывают редко. Снег выпадает около 15 дней в году с ноября по апрель. Максимальная температура летом порядка 20-30 °C, выше 35 °C бывает очень редко. Количество осадков высокое, порядка 1100 мм в год. Характерна безветренная погода, сильные ветры очень редки.

## Население
Население коммуны на 2010 год составляло 998 человек.
| 1962 | 1968 | 1975 | 1982 | 1990 | 1999 | 2010 |
| ---- | ---- | ---- | ---- | ---- | ---- | ---- |
| 718  | 701  | 779  | 1028 | 1087 | 1092 | 998  |

## Администрация
| Период | Период | Фамилия       | Партия | Примечания |
| ------ | ------ | ------------- | ------ | ---------- |
| 1983   | 2014   | Жерар Фрешу   |        |            |
| 2014   | 2020   | Бернар Ориссе |        |            |

## Экономика
В 2010 году среди 653 человек трудоспособного возраста (15-64 лет) 460 были экономически активными, 193 — неактивными (показатель активности — 70,4 %, в 1999 году было 68,4 %). Из 460 активных жителей работали 435 человек (232 мужчины и 203 женщины), безработных было 25 (10 мужчин и 15 женщин). Среди 193 неактивных 40 человек были учениками или студентами, 109 — пенсионерами, 44 были неактивными по другим причинам.

## Фотогалерея

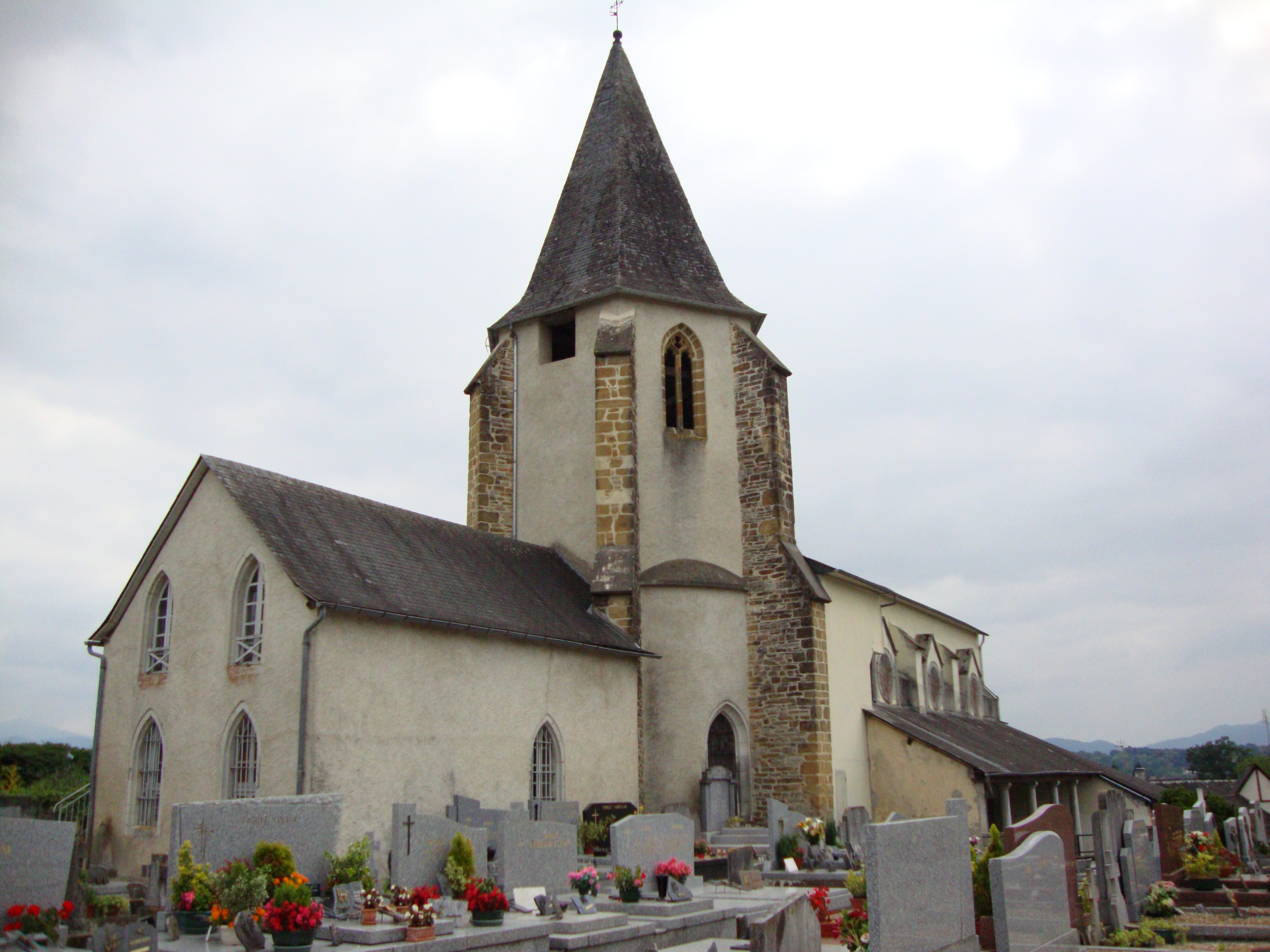
Церковь
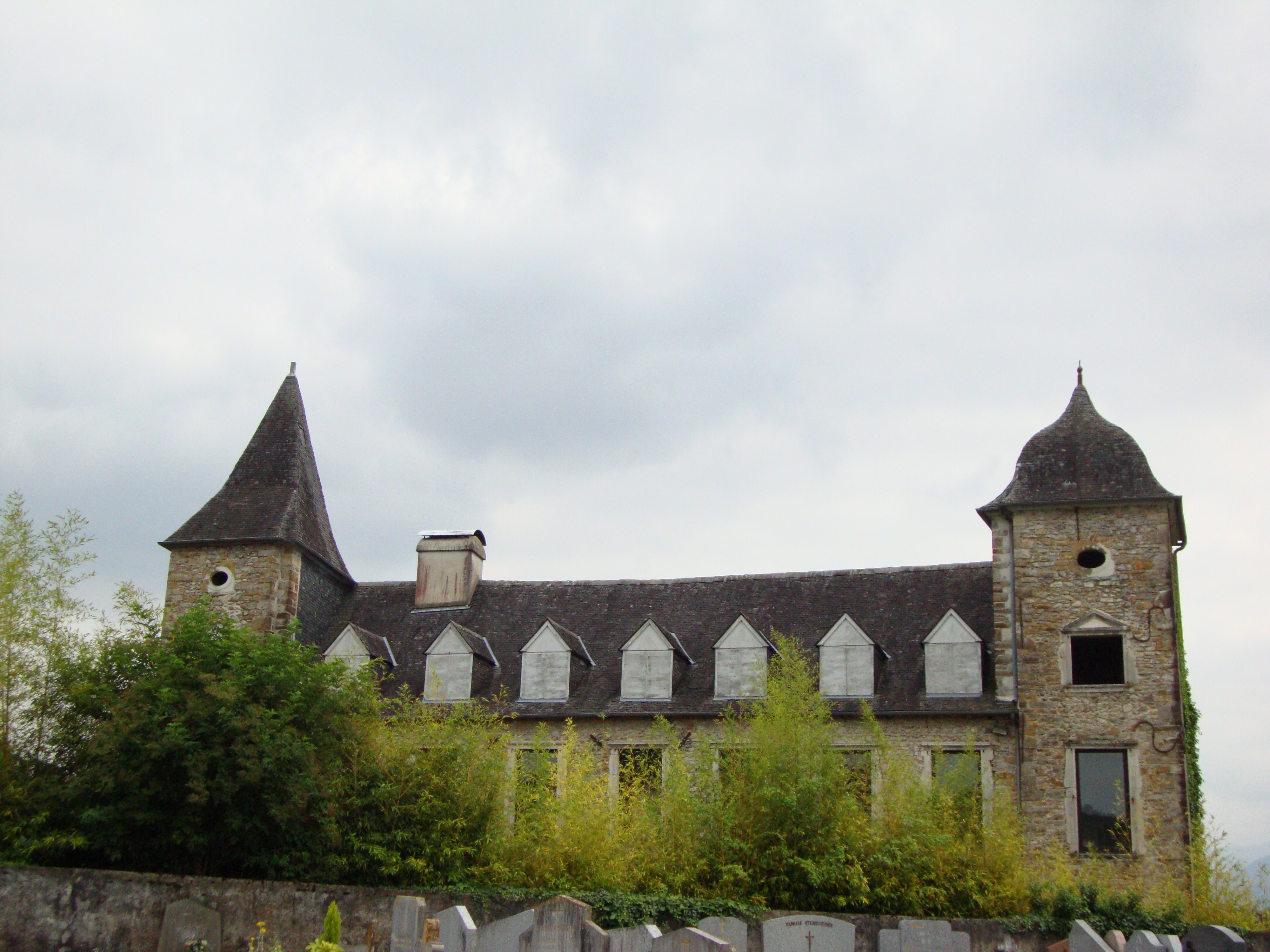
Замок
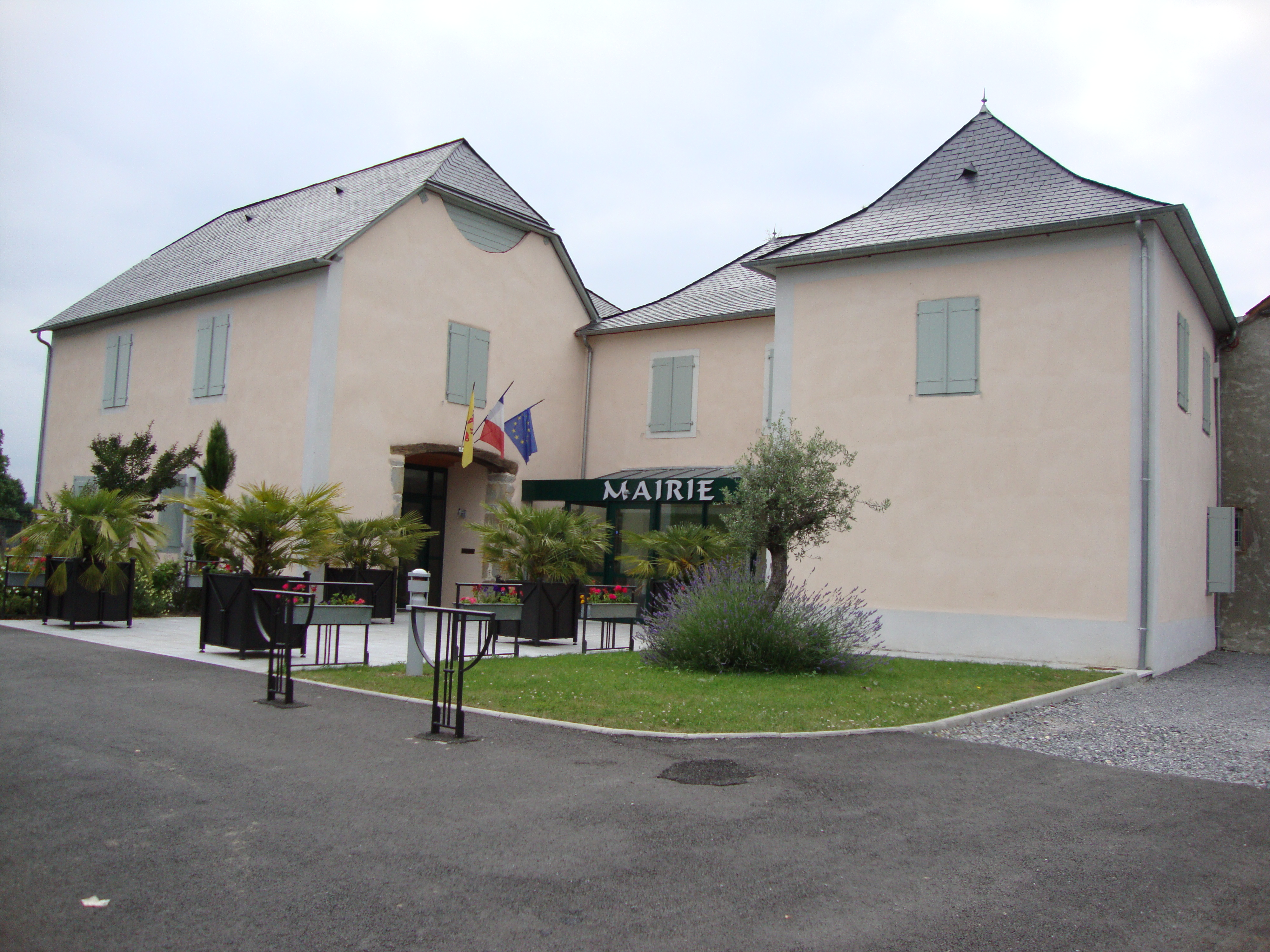
Мэрия
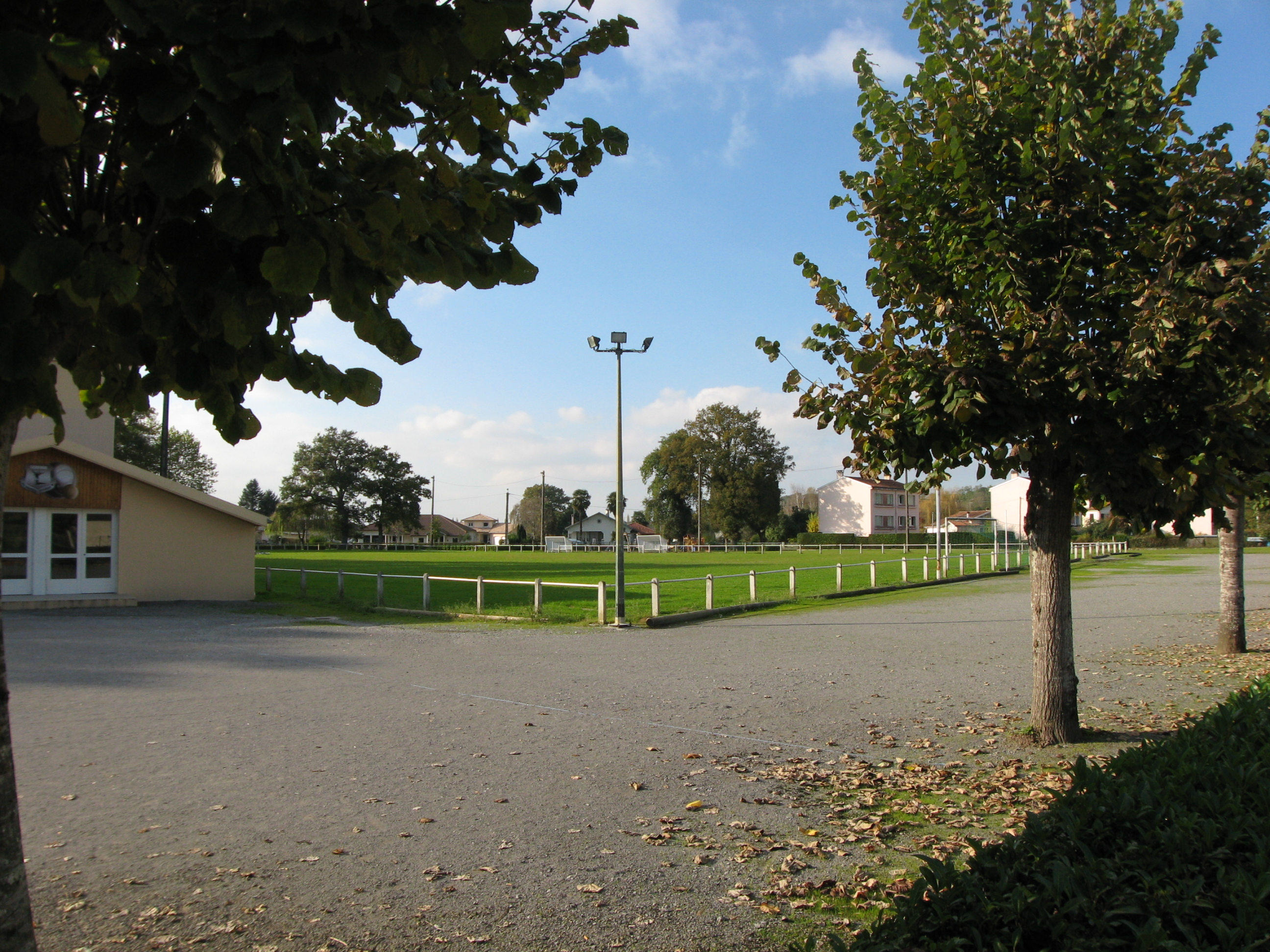
Стадион
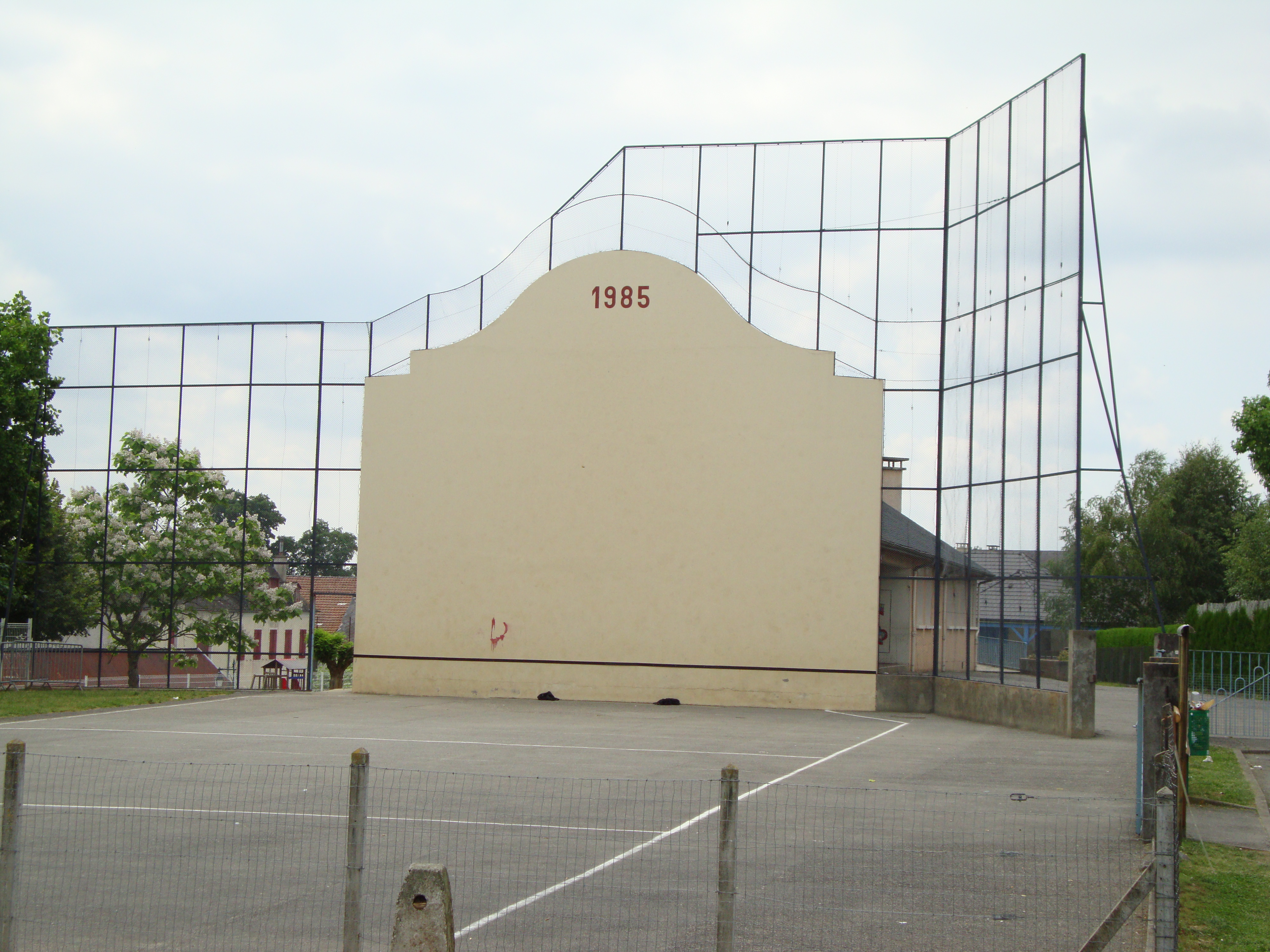
Фронтон (площадка для игры в пелоту)
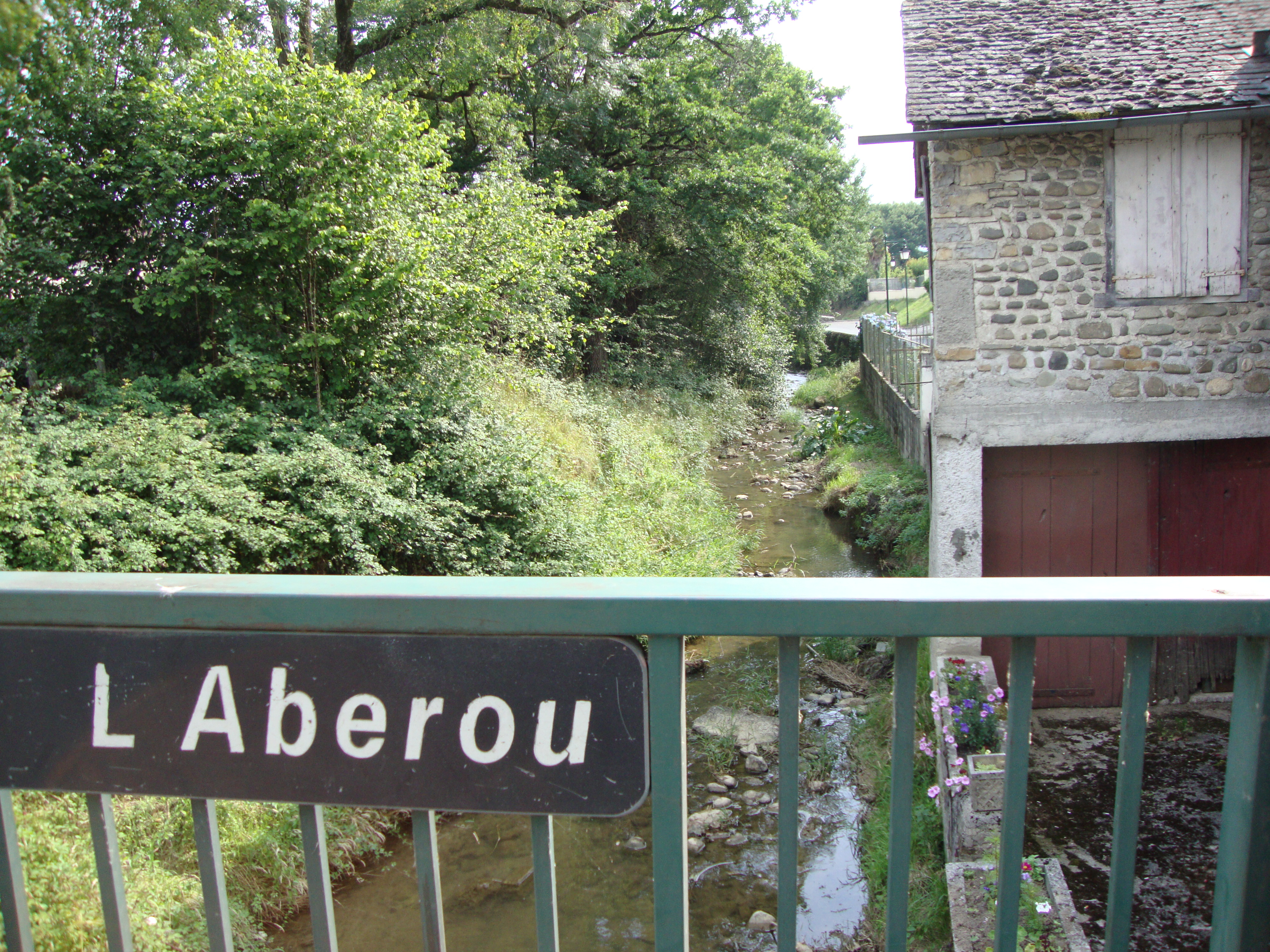
Река Аберу